# Верстат-гойдалка

Верстат-гойдалка в роботі.

Пам'ятник нафтовій качалці у Прилуках

Штангова насосна установка верстата-качалки: 1.двигун. 2.противага. 3. кермова сошка. 4. балка балансира. 5. головка балансира. 6. верхній шарнір колони штанг. 7. гирло свердловини. 8. нафтопровід. 9. бетонні фундаменти. 10. кожух. 11. штанга насосна. 12. трубки. 13. насос. 14. клапани. 15. нафтові піски

Схема роботи верстата-качалки

Верста́т-гойдалка — у нафтовидобуванні — індивідуальний механічний привод нафтового штангового свердловинного насоса.

## Історія
«Класичний» верстат-гойдалку (індивідуальний балансовий механічний привод штангового насосу) створив у техаській компанії «Люфкін Індастрі» винахідник Вальтер Траут на початку 1920-х років.
Американську насосну установку балансирного верстата-гойдалки зрівноваженого контрвантажами вперше на Прикарпатті застосували в 1924 р., що дозволило піднімати навіть парафінисту нафту з глибоких свердловин. Сьогодні 2/3 усіх видобувних нафтових свердловин у світі використовують штангові насоси і в переважній більшості приводом в них слугує «класичний» або модернізований верстат-гойдалка. З цієї причини зображення верстата-гойдалки стало поруч з нафтовою буровою вежею загальновизнаним символом нафтовидобування, увійшло в численні логотипи й чітко асоціюється з нафтовими компаніями.

## Опис
Верстат-качалка — аґреґат для приведення в дію глибинного насоса при механізованій експлуатації нафтових свердловин. Зворотно-поступальний рух плунжера глибинного насоса передається через штанги і шток (рис.). Верстат-качалка встановлюється на фундаменті над гирлом свердловини.
У залежності від кількості свердловин, що одночасно обслуговуються, верстат-качалки, бувають індивідуальні, спарені і групові.
На практиці частіше за все застосовуються індивідуальні станки-качалки. У залежності від характеру передачі руху до штока індивідуальні Верстат-качалки бувають балансирного і безбалансирного типу. Найбільш поширені балансирні індивідуальні верстат-качалки.
Верстат-качалка встановлюється на спеціально підготовленому фундаменті (зазвичай бетонному), на якому встановлюються: платформа, стійка, станція керування.
Після первинного монтажу на стійку встановлюють балансир, який врівноважують так званою головкою балансиру. До неї ж кріпиться канатна підвіска (остання поєднує балансир з полірованим сальниковим штоком).
На платформу встановлюються редуктор та електродвигун. Іноді електродвигун розташований під платформою. Останній варіант має підвищену небезпеку, тому трапляється рідко. Електродвигун з'єднується з маслонаповненим знижувальним редуктором через клиноременеву передачу. Редуктор, у свою чергу, з'єднується з балансиром через кривошипно-шатунний механізм. Цей механізм перетворює обертальний рух вала редуктора у зворотно-поступальний рух балансиру.
Станція управління є шафою, в якій розташована електроапаратура. Поблизу станції управління (або прямо на ній) виведено ручне гальмо верстата-гойдалки. На самій станції керування розташований ключ (для замикання електромережі) та амперметр. Останній — дуже важливий елемент, особливо у роботі оператора видобутку нафти та газу. Нульова позначка у амперметра поставлена в середину шкали, а стрілка-покажчик рухається то негативну, то позитивну область. Саме за відхиленням вліво-вправо оператор визначає навантаження на верстат - відхилення в обидві сторони повинні бути приблизно рівними. Якщо ж умова рівності не виконується, значить верстат працює вхолосту.

## Урівноважування верстатів-качалок
Урівноважування верстатів-качалок (рос.станков-качалок уравновешивание; англ. counterbalancing of pumping units; нім. Auswuchten n der Bohrschwengel f) — зрівнювання навантажень на головку балансира верстата-качалки відповідно при ходах штанг вверх і вниз за умови, щоб робота, яка виконується двигуном протягом одного подвійного ходу (при ході штанг вверх і вниз) була постійною. Здійснюється шляхом розміщення додаткових вантажів (противаг) на балансир (балансирне В.-г.у.), на корби (роторне або корбове В.-г.у.) або на балансир і кривошип (комбіноване В.-г.у.). Внаслідок значної ваги противаг, процедура урівноважування вимагає затрат часу і зусиль, проте існують методи автоматизованого урівноважування верстатів-качалок, які зменшують необхідну кількість потрібних ітерацій.  

## Інтернет-ресурси
- All Pumped Up – Oilfield Technology, The American Oil & Gas Historical Society, updated October 2014(англ.)